# São Pedro do Ivaí
São Pedro do Ivaí ist ein brasilianisches Munizip im Bundesstaat Paraná. Es hat 8.690 Einwohner (2022), die sich Ivaienser nennen. Seine Fläche beträgt 323 km². Es liegt 409 Meter über dem Meeresspiegel.

## Etymologie
Der Ortsname ist eine Hommage an São Pedro, den Schutzpatron der Gemeinde, und an Ivaí, den gleichnamigen Fluss, an dem das Munizip liegt.

## Geschichte

### Besiedlung
Die Direktoren der Firma A Junqueira & Cia. waren die ersten, die sich an dem Ort niederließen, an dem später die Stadt São Pedro do Ivaí entstehen sollte. Dieses Unternehmen, das Eigentümer von etwa 3000 Alqueires Land (72 km²) in der Gemeinde Apucarana war, wollte das dort vorhandene Holz verarbeiten und errichtete am Ufer des Ivaí ein Sägewerk. Kaum hatte das Unternehmen seine Tätigkeit aufgenommen, beschlossen seine Direktoren 1950, einen Teil der Grundstücke unter dem Namen Patrimônio do Ivaí zu besiedeln. Mit der Gründung des Munizips Jandaia do Sul im Jahr 1951 wurde das Patrimônio do Ivaí Teil von dessen Stadtgebiet.

### Erhebung zum Munizip
São Pedro do Ivaí wurde durch das Staatsgesetz Nr. 253 vom 26. November 1954 in den Rang eines Munizips erhoben und am 30. November 1955 als Munizip installiert.

## Geografie

### Fläche und Lage
São Pedro do Ivaí liegt auf dem Terceiro Planalto Paranaense (der Dritten oder Guarapuava-Hochebene von Paraná) auf 23° 51′ 54″ südlicher Breite und 51° 51′ 21″ westlicher Länge. Es hat eine Fläche von 323 km². Es liegt auf einer Höhe von 409 Metern.

### Vegetation
Das Biom von São Pedro do Ivaí ist Mata Atlântica.

### Klima
In São Pedro do Ivaí herrscht mildes, allgemein warmes und gemäßigtes Klima. Die meiste Zeit im Jahr ist mit erheblichem Niederschlag zu rechnen. Selbst im trockensten Monat fällt eine Menge Regen. Die Klimaklassifikation nach Köppen und Geiger lautet Cfa. Es herrscht im Jahresdurchschnitt eine Temperatur von 21,9 °C. Innerhalb eines Jahres gibt es 1606 mm Niederschlag.

### Gewässer
Der Ivaí bildet die südliche Grenze des Munizips. Zu ihm fließen rechtsseitig der Ribeirão Mariza und sein Zufluss Ribeirão Tucambira sowie der Ribeirão Cambará und der Ribeirão Barbacena. 

### Straßen
São Pedro do Ivaí ist über die PR-457 mit São João do Ivaí im Süden verbunden. Über die BR-369 hat man im Norden bei Jandaia do Sul Anschluss an die Rodovia do Café. 

### Nachbarmunizipien
| Itambé |                                             | Bom Sucesso |
|        | Kompassrose, die auf Nachbargemeinden zeigt | Kaloré      |
|        | São João do Ivaí                            |             |

## Stadtverwaltung
Bürgermeisterin: Maria Regina Della Rosa Magri, DEM (2021–2024)
Vizebürgermeister: Valdir Magri, DEM (2021–2024)

## Demografie

### Bevölkerungsentwicklung
| Jahr | Einwohner | Stadt | Land |
| ---- | --------- | ----- | ---- |
| 1960 | 11.606    | 27 %  | 73 % |
| 1970 | 19.378    | 18 %  | 82 % |
| 1980 | 10.464    | 44 %  | 56 % |
| 1991 | 9.333     | 73 %  | 27 % |
| 2000 | 9.473     | 82 %  | 18 % |
| 2010 | 10.167    | 79 %  | 21 % |
| 2022 | 8.690     |       |      |

Quelle: IBGE, bis 2010: Volkszählungen und Volkszählung 2022

### Ethnische Zusammensetzung
| Gruppe *    | 1991    | 2000    | 2010    | wer sich als ...                                                                 |
| ----------- | ------- | ------- | ------- | -------------------------------------------------------------------------------- |
| Weiße       | 70,1 %  | 77,5 %  | 63,1 %  | weiß bezeichnet                                                                  |
| Schwarze    | 3,9 %   | 11,9 %  | 6,5 %   | schwarz bezeichnet                                                               |
| Gelbe       | 0,7 %   | 0,9 %   | 1,8 %   | von fernöstlicher Herkunft wie japanisch, chinesisch, koreanisch etc. bezeichnet |
| Braune      | 25,1 %  | 9,0 %   | 28,7 %  | braun oder als Mischung aus mehreren Gruppen bezeichnet                          |
| Indigene    | 0,0 %   | 0,1 %   | 0,0 %   | Ureinwohner oder Indio bezeichnet                                                |
| ohne Angabe | 0,1 %   | 0,6 %   | 0,0 %   |                                                                                  |
| Gesamt      | 100,0 % | 100,0 % | 100,0 % |                                                                                  |

*) Das IBGE verwendet für Volkszählungen ausschließlich diese fünf Gruppen. Es verzichtet bewusst auf Erläuterungen. Die Zugehörigkeit wird vom Einwohner selbst festgelegt.
Quelle: IBGE (Stand: 1991, 2000 und 2010)